# Toine Hermsen (restaurant)
Toine Hermsen was een restaurant in het Jekerkwartier in het historische centrum van Maastricht, genoemd naar de eigenaar en chef-kok van het etablissement, Toine Hermsen (1954–2024). Het bestond van 1990 tot 2018 en kreeg in 1993 een eerste Michelinster.

## Historie
Van 1980 tot 1990 was Hermsen chef bij het sterrenrestaurant Prinses Juliana in Valkenburg, waar onder meer Huub Biro, Nico Boreas, Erik van Loo en Margo Reuten door hem werden opgeleid.
Op 1 oktober 1990 werd het restaurant Toine Hermsen in het centrum van Maastricht geopend, met Hermsen als eigenaar en chef-kok. Het restaurant was bijna dertig jaar, tot maart 2018, gevestigd in een rijksmonumentaal pand op de hoek van de Sint Bernardusstraat en het Onze Lieve Vrouweplein, aan de zuidzijde van de Onze-Lieve-Vrouwebasiliek. In Toine Hermsen werkten onder meer chef-koks Hans van Wolde, François de Potter en Margo Reuten.
De recepten waren klassiek maar de presentatie was met de moderne tijd meegegaan. Toine Hermsen en zijn kompaan Jeroen van Gansewinkel ontwikkelden een aantal bijzondere gerechten, gebaseerd op de Franse keuken. Veel ingrediënten kwamen uit de buurt, zoals de snoekbaars waarvan quenelles met kreeftensaus gemaakt werd. Er stonden echter ook Bresseduif, Bretonse langoustines, Ierse zalm en Schotse patrijs op de kaart.
In 1993 kreeg het restaurant een Michelinster. Van 1998 tot 2001 had het twee sterren. In 2015 verloor Toine Hermsen zijn overgebleven ster. Op 31 maart 2018 sloot het restaurant. Hermsen had van 2020 tot 2023 het restaurant Toine Hermsen Cuisinier in een verbouwde boerderij aan de noordrand van Maastricht waar hij ook woonde. Omdat het restaurant gevestigd was in zijn woning en Hermsen en zijn partner Shoom Vicento het runden zonder personeel, was het slechts enkele dagen per week open. In 2023 stopte hij met het restaurant, omdat het hem wegens ziekte te zwaar werd. Hermsen overleed in 2024 op zeventigjarige leeftijd.